# Михара (вулкан)
Михара (яп. 三原山 Михара-яма, «Гора Михара») — действующий стратовулкан на японском острове Идзуосима. Извергается в среднем раз в 100—150 лет.
У вершины вулкана есть место, откуда раньше возможно было спрыгнуть прямо в кратер.

## Извержения
Последнее крупное извержение вулкана Михара было в 1986 году. Тогда на острове можно было наблюдать мощные потоки лавы, поднимавшиеся до высоты в 1600 метров, а столб пепла достигал высоты в 16000 метров. Тогда сила извержения составила 3 балла. Всё двенадцатитысячное население острова было эвакуировано на гражданских и военных судах.

## Самоубийства

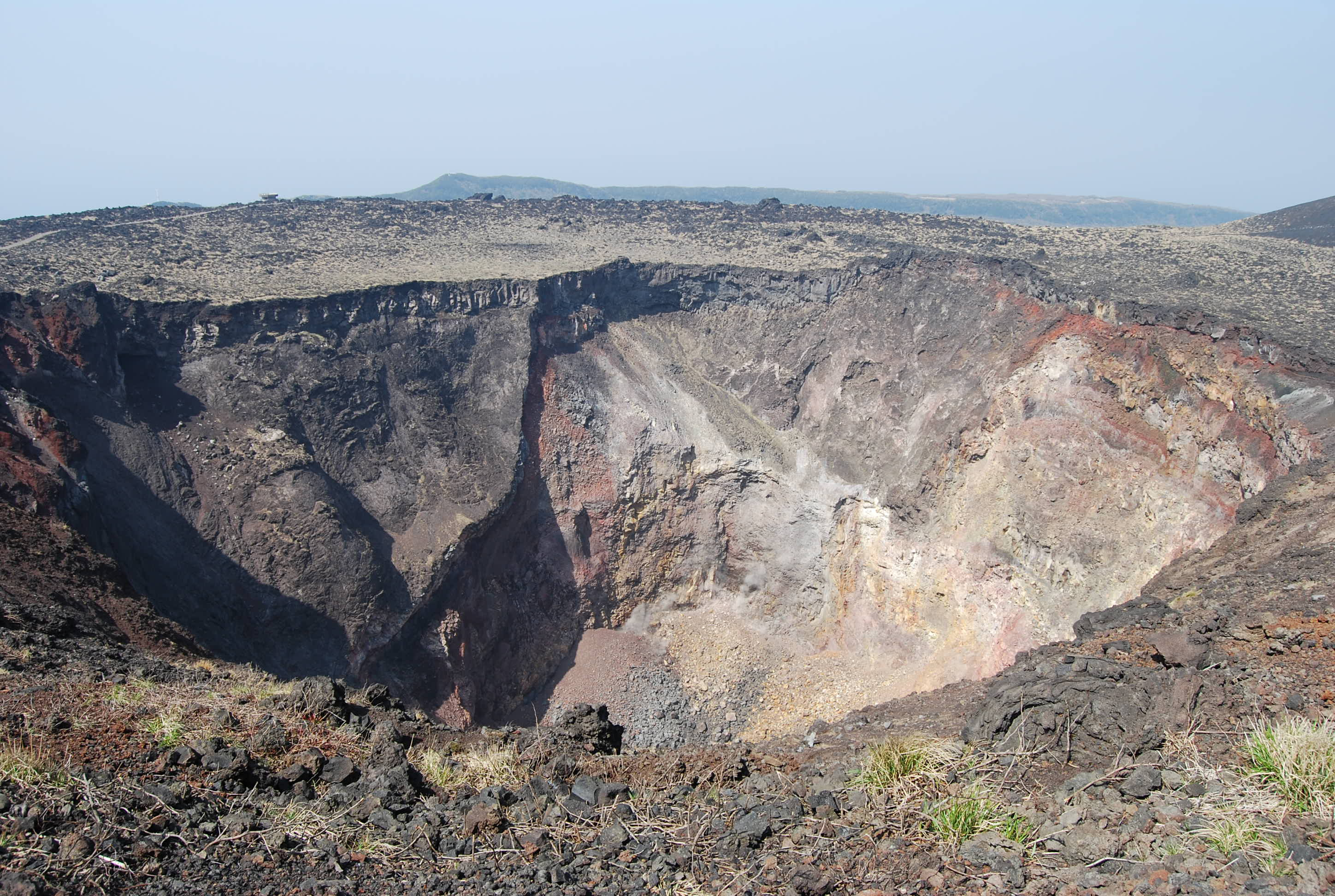
Вид кратера

Вулкан являлся популярным местом для совершения самоубийств. До возведения заграждения, начиная с 1920-х годов в среднем несколько человек бросались в жерло каждую неделю. Один из широко растиражированных случаев произошёл с 21-летней Киёко Мацумото (яп. 松本 貴代子). 12 апреля 1933 года она прыгнула в кратер горы Михара. По-видимому, именно после этого происшествия место обрело настоящую популярность, в одном только 1936 году таким образом покончило с собой более 600 японцев.

## В популярной культуре
В фильме «Возвращение Годзиллы» японское правительство заточает монстра в кратер Михары. 5 лет спустя, в сиквеле «Годзилла против Биолланте», оно же освобождает Годзиллу из заточения с помощью мощной взрывчатки. В серии фильмов «Звонок» по романам Кодзи Судзуки в кратер Михары бросается Сидзуко Ямамура, мать главной героини Садако Ямамуры.